# 香雞排
香雞排（シャンジーパイ）は、台湾で一般的な軽食の一つ。フライドチキンの一種である。漢字表記としては、炸鶏排（ザージーパイ）・大鶏排（ダージーパイ）・鶏排（ジーパイ）とも書かれる。

## 概要
鶏肉のから揚げである。日本では「台湾風スパイシー唐揚げ」などとも説明される。
鶏むね肉が使われることが多いが、鶏もも肉を使ったものもある。特徴的なのは平たいこととサイズが大きいことで、鶏肉を1枚まるごと揚げているものが多いため、手のひらサイズのものから、時には人の顔よりも大きなサイズもある。特に大きなサイズのものがSNSで話題となっている。
台湾の夜市の屋台料理が発祥とも言われている。屋台で販売されているものは大きなサイズのものにかぶりつく食べ方が一般的であるが、定食として販売されているものや居酒屋メニューとして提供される場合はカットされた状態で提供されることもある。
味付けには五香粉が使われることも多く、スパイシーな味である。
サクサクした食感も特徴的であるが、これは日本のから揚げの衣（揚げ衣）には小麦粉や片栗粉が使われるのに対し、地瓜粉と呼ばれるキャッサバから作られたデンプン粉（タピオカ粉とも）を使うことによるものである。